# 萊吉特 (北卡羅萊納州)
萊吉特（英語：Leggett）是一個位於美國北卡羅萊納州厄齊康縣的城鎮。

## 人口
根據2020年美國人口普查的數據，萊吉特的面積為2.01平方千米，皆為陸地。當地共有人口37人，而人口密度為每平方千米18人。